# Ray Kirkham
Raymond Neville Kirkham (sinh ngày 16 tháng 12 năm 1934) là một cựu cầu thủ bóng đá chuyên nghiệp người Anh thi đấu ở Football League cho Mansfield Town.